# Syllabisch schrift
Een syllabisch schrift (ook: syllabenschrift en lettergrepenschrift) is een type schrift bestaande uit een verzameling geschreven tekens die de lettergrepen of (vaker) mora's vertegenwoordigen waaruit woorden bestaan. 
Een teken in een syllabisch schrift, een syllabogram, vertegenwoordigt doorgaans een (optioneel) medeklinkergeluid (een eenvoudig aanzet) gevolgd door een klinker (nucleus) (dat wil zeggen een CV- of V-lettergreep) maar andere fonografische beschrijvingen, zoals CVC, CV - toon en C (normaal gesproken nasaal aan het einde van lettergrepen), worden ook aangetroffen in syllabische schriften. 

## Soorten

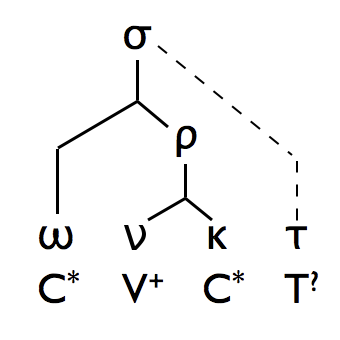
Elke lettergreep (σ) vertakt in consonantaal aanzet (ω) en rijm (ρ) wat verdeeld is in nucleus (ν) en (κ), niet-/supra-segmentale parameters zoals toon (τ) beïnvloedt de lettergreep als een geheel

Een lettergrepenschrift is volledig wanneer het alle lettergrepen in de desbetreffende spreektaal dekt, zonder complexe orthografische/grafemische regels, zoals impliciete coda's (C1V &gt; C1VC2), stille klinkers (C1V1+C2V2) of echoklinkers (C1V1+C2V1) > /C1V1C2/. Dit komt losjes overeen met ondiepe orthografie in alfabetische schriften. 
Echte syllabogrammen zijn die die alle delen van een lettergreep omvatten, dat wil zeggen: initiële aanzet, mediale nucleus en uiteindelijke coda, maar aangezien aanzet en coda optioneel zijn in ten minste sommige talen, zijn er midden (nucleus), begin (aanzet-kern), einde (nucleus-coda) en volledige (aanzet-nucleus-coda) echte syllabogrammen. De meeste syllabische schriften bevatten slechts één of twee soorten syllabogrammen en vormen andere lettergrepen door middel van spellingregels. 
Syllabogrammen, en daardoor ook syllabische schriften, zijn puur, analytisch of arbitrair als ze geen grafische gelijkenissen delen die overeenstemmen met fonetische gelijkenissen. Zo lijkt het symbool voor ka op geen enkele voorspelbare wijze op het symbool voor ki, noch op het symbool voor a. Anders zijn syllabogrammen synthetisch als ze variëren op aanzet, rijm, nucleus of coda. Ze zijn systematisch als ze op alles variëren. Sommige geleerden, bijv. Daniels, behouden de algemene term voor analytische syllabische schriften en bedenken zo nodig andere termen (abugida, abjad) waar nodig.

## Talen die syllabische schriften gebruiken

Syllabische schriften beginnen vaak als vereenvoudigde logogrammen, zoals hier wordt getoond met het Japanse katakana-schrijfsysteem. Links staat de moderne letter, met rechts het originele Chinese karakter

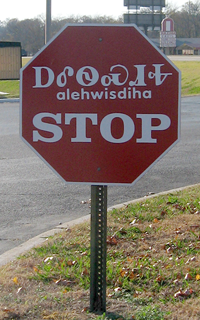
Meertalig stopteken dat het Latijnse alfabet en het Cherokee syllabisch schrift gebruikt, Tahlequah, Oklahoma

Talen die een syllabisch schrift gebruiken, zijn het Japans, Cherokee, Vai, de Yi-talen van Oost-Azië, de op het Engels gebaseerde Creoolse taal Aukaans, Shaozhou Tuhua en de oude taal Myceens Grieks (Lineair B). Bovendien wordt door sommigen ook aangenomen dat het niet ontcijferde Kretenzische Lineair A een syllabisch schrift is, hoewel dit niet is bewezen. 
Het Chinees schrift, het spijkerschrift dat voor Soemerisch, Akkadisch en andere talen werd gebruikt, en het voormalige Maya-schrift zijn grotendeels syllabisch van aard, hoewel ze zijn gebaseerd op logogrammen. Ze worden daarom soms logosyllabisch genoemd. 
De hedendaagse Japanse taal gebruikt twee syllabische schriften die samen kana worden genoemd (naast de niet-syllabische systemen kanji en romaji), namelijk hiragana en katakana, die rond 700 zijn ontwikkeld. Omdat het Japans voornamelijk CV (medeklinker + klinker) lettergrepen gebruikt, is een syllabisch schrift zeer geschikt om de taal te schrijven. Zoals in veel syllabische schriften, worden klinkerstapeling en eindmedeklinkers geschreven met afzonderlijke tekens, zodat zowel atta als kaita worden geschreven met drie kana: あった (at-ta) en かいた (ka-i-ta). Het wordt daarom ook wel een moraisch schrijfsysteem genoemd. 
Talen die vandaag de dag syllabische schriften gebruiken, hebben doorgaans een eenvoudige fonotaxis, met een overwicht aan monomoraische (CV) lettergrepen. Het moderne Yi-schrift wordt bijvoorbeeld gebruikt om talen te schrijven die geen tweeklanken of lettergreepcoda's bevatten; ongebruikelijk onder lettergrepen, is er een apart teken voor elke medeklinker-klinker-tooncombinatie (CVT) in de taal (behalve één toon die wordt aangegeven met een diakritisch teken). 
Er zijn maar weinig syllabische schriften die tekens hebben voor lettergrepen die niet monomoraisch zijn, en schriften die die ooit hadden zijn in de loop van de tijd vereenvoudigd om die complexiteit te elimineren. Zo had het Vai-syllabisch schrift oorspronkelijk afzonderlijke tekens voor lettergrepen die eindigden in een coda (doŋ), een lange klinker (soo) of een tweeklank (bai), hoewel het niet genoeg tekens had om alle CV-combinaties te onderscheiden (sommige verschillen werden genegeerd). Het moderne schrift is uitgebreid om alle mora's te omvatten, maar tegelijkertijd verkleind om alle andere lettergrepen uit te sluiten. Bimoraische lettergrepen worden nu met twee letters geschreven, zoals in het Japans: tweeklanken worden geschreven met behulp van V- of hV-tekens, en de nasale coda wordt geschreven met het teken voor ŋ, die in Vai een eigen lettergreep kan vormen. 
In Lineair B, dat werd gebruikt om Myceens Grieks te transcriberen, een taal met complexe lettergrepen, werden complexe medeklinkeraanzetten ofwel geschreven met twee tekens of vereenvoudigd tot één, terwijl coda's over het algemeen werden genegeerd, bijvoorbeeld ko-no-so voor Κνωσός Knōsos, pe-ma voor σπέρμα sperma.
Het Cherokee syllabisch schrift gebruikt over het algemeen dummy klinkers voor coda-medeklinkers, maar heeft ook een apart teken voor /s/, dat zowel als coda als in een initiële /sC/ medeklinkercluster kan worden gebruikt.

## Verschil met abugida's
De talen van India en Zuidoost-Azië, evenals de Ethiopische Semitische talen, hebben een abugida of alfa-syllabisch schrift. In deze alfabetten worden, in tegenstelling tot pure syllabische schriften, lettergrepen die met dezelfde medeklinker beginnen, over het algemeen uitgedrukt met grafemen die op een regelmatige manier zijn gebaseerd op gemeenschappelijke grafische elementen. Gewoonlijk bestaat elk teken dat een lettergreep vertegenwoordigt uit verschillende elementen die de individuele klanken van die lettergreep aanduiden. 
In de 19e eeuw werden deze systemen syllabics genoemd, een term die in naam van de Canadese Aboriginal syllabics (ook een abugida) is blijven bestaan. 
In een echt syllabisch schrift kan er een grafische gelijkenis zijn tussen tekens die een gemeenschappelijke medeklinker of klinker delen, maar het is niet systematisch of helemaal niet regelmatig. De karakters voor ke, ka en ko in Japans hiragana hebben bijvoorbeeld geen overeenkomst om hun gemeenschappelijke k-klank aan te geven (dit zijn: け, か en こ). Vergelijk dit met Devanagari, een abugida, waar de karakters voor ke, ka en ko respectievelijk के, का en को zijn, waarbij क hun gemeenschappelijke k-klank aangeeft.

## Vergelijking met het Latijnse alfabet
Het Nederlands, samen met vele andere Indo-Europese talen zoals het Duits en het Russisch, maakt complexe lettergreepstructuren mogelijk, waardoor het lastig wordt om Nederlandse woorden met een syllabisch schrift te schrijven. Een puur syllabisch schrift op basis van het Nederlands zou een apart teken nodig hebben voor elk mogelijke lettergreep. Er zouden dus aparte tekens nodig zijn voor doek, dik, dak, dek, duik, deuk, etc. Omdat het Nederlands ruim 10.000 verschillende mogelijkheden voor individuele lettergrepen heeft, zou een syllabisch schrift slecht geschikt zijn om het Nederlands te vertegenwoordigen. Dergelijke pure syllabische schriften zijn echter zeldzaam. Een oplossing voor dit probleem, wat vaak voorkomt in verschillende syllabische schriften van over de hele wereld (waaronder Nederlandse leenwoorden in het Japans), is het schrijven van een echoklinker, alsof de lettergreepcoda een tweede lettergreep is: zu-ku voor doek, enz. Een andere veel voorkomende benadering is om de coda gewoon te negeren, zodat doek als doe zou worden geschreven. Dit zou natuurlijk niet goed werken voor het Nederlands, maar zo werd het wel gedaan in het Myceens Grieks wanneer de stam van een woord twee of drie lettergrepen lang was en de lettergreepcoda een zwakke medeklinker zoals n of s was (bijvoorbeeld: χρυσός chrysos geschreven als ku-ru-so).